# اسوتزار بوروئویچ
اسوتزار بوروئویچ فُن بُینا (آلمانی: Svetozar Boroević؛ ۱۳ دسامبر ۱۸۵۶ – ۲۳ مهٔ ۱۹۲۰) فِلدمارشالِ اتریش-مجارستانی و از استراتژیست‌های مبَرَّزِ جنگِ بین‌المللِ اوّل بود. وی در ناحیهٔ اومِتیچ در قلم‌رو امپراطوریِ اتریش (امروزه واقع در کرواسی) به دنیا آمد.
وی همچنین برنده جوایزی همچون نشان افتخار شیر و خورشید شده‌است.